# جو كولينز
جو كولينز (بالإنجليزية: Joe Collins)‏ هو لاعب كرة قاعدة أمريكي، ولد في 3 ديسمبر 1922 في سكرانتون في الولايات المتحدة، وتوفي في 30 أغسطس 1989 في Union Township, Union County, New Jersey ‏ في الولايات المتحدة.